# Charadrius ruficapillus
Charadrius ruficapillus là một loài chim trong họ Charadriidae.
Đây là loài chim bản địa Úc. Loài chim này có phần dưới và trán màu trắng. Phần trên chủ yếu màu nâu xám. Chim trống trưởng thành có đỉnh đầu và cổ sau màu nâu đỏ. Chim mái trưởng thành có đỉnh đầu và cổ sau màu nâu xám và nâu đỏ nhạt hơn. Loài chim này có chiều dài 14–16 cm và sải cánh dài 27–34 cm; trọng lượng 35–40 g. Bộ lông mùa sinh sản có đỉnh đầu và gáy màu nâu đỏ và rìa màu đen. Bộ lông ngoài mùa sinh sản tối hơn và thiếu rìa đen.
Loài chim này phân bố rộng khắp Úc; một số bay sang New Zealand, dù nó sinh sản ở New Zealand trong một thời gian từ năm 1950–1980. Loài này chiếm một loạt các môi trường sống ven biển và nội địa, bao gồm cửa sông, vịnh, bãi biển, bãi cát và bãi bùn; vùng ngập nước nước mặn nội địa. Nó cũng được tìm thấy ở các vùng đất ngập nước nội địa với đất trống.

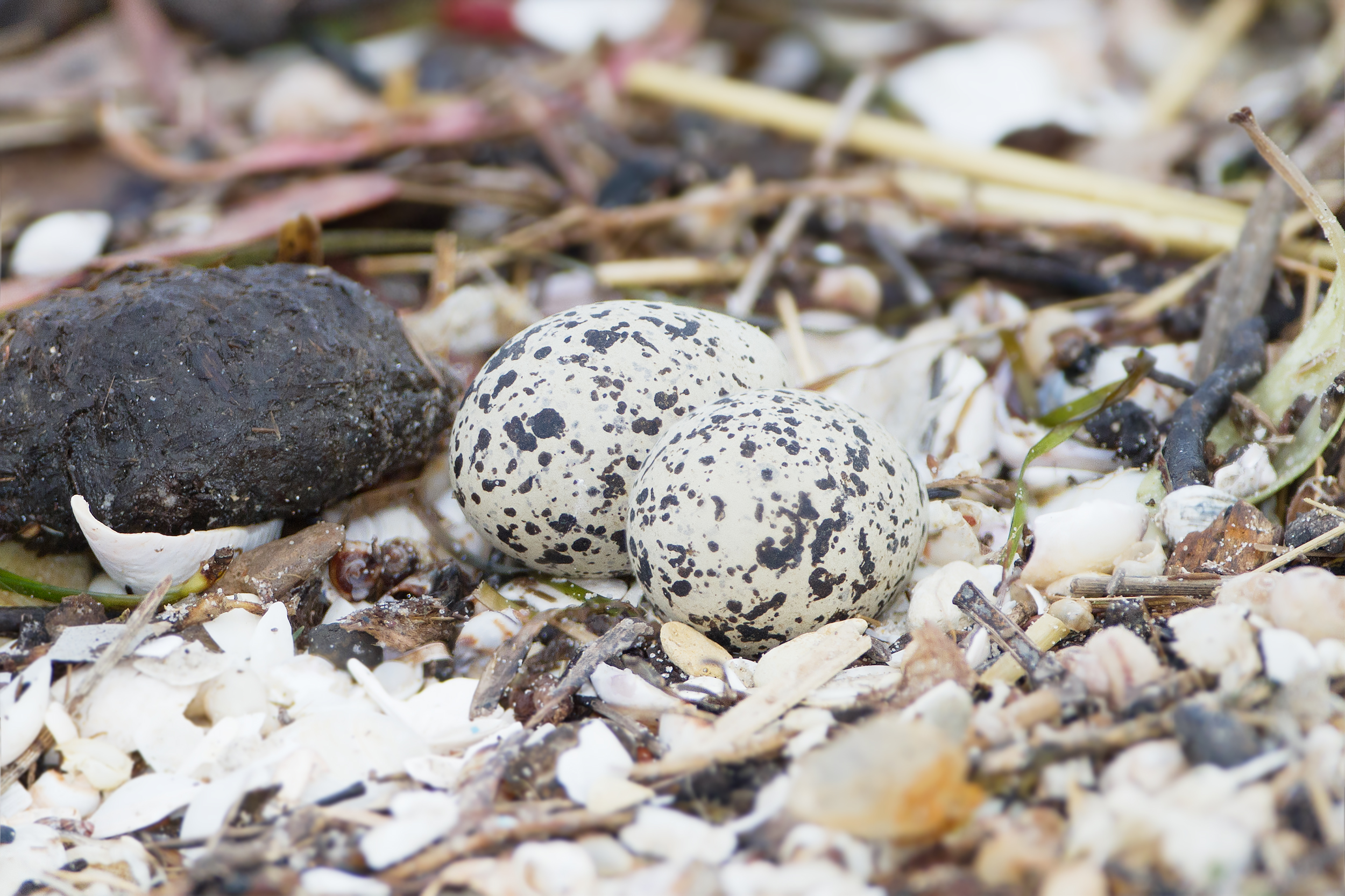
"Tổ" với trứng

Loài chim này chủ yếu ăn động vật không xương sống, đặc biệt là động vật thân mềm, giáp xác và giun.

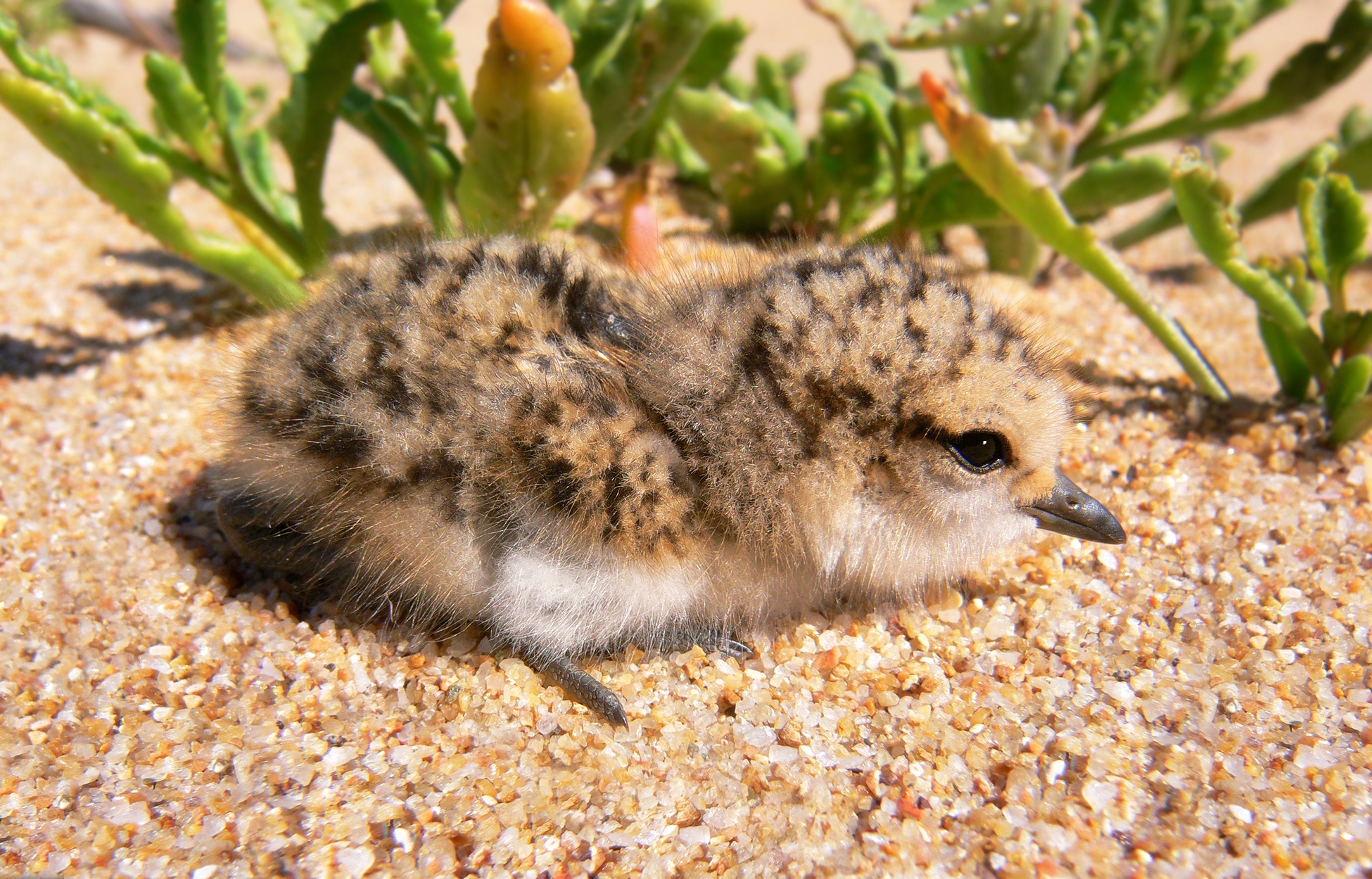
Chim non ngụy trang tránh các loài săn mồi như mòng biển và quạ.

Chúng làm tổ trên mặt đất gần các vùng đất ngập, tổ được cào trên mặt đất. Mỗi tổ có 2 quả trứng màu nâu vàng với đốm đen. Chim mẹ ấp trứng 30 ngày.

## Hình ảnh

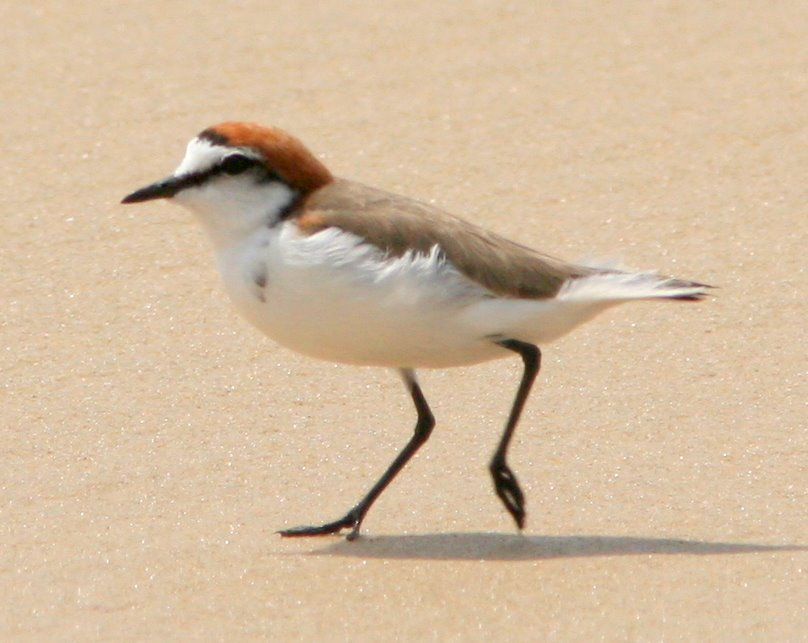
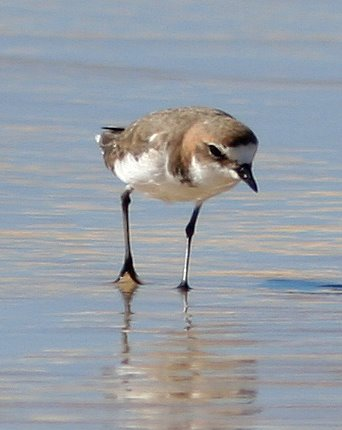
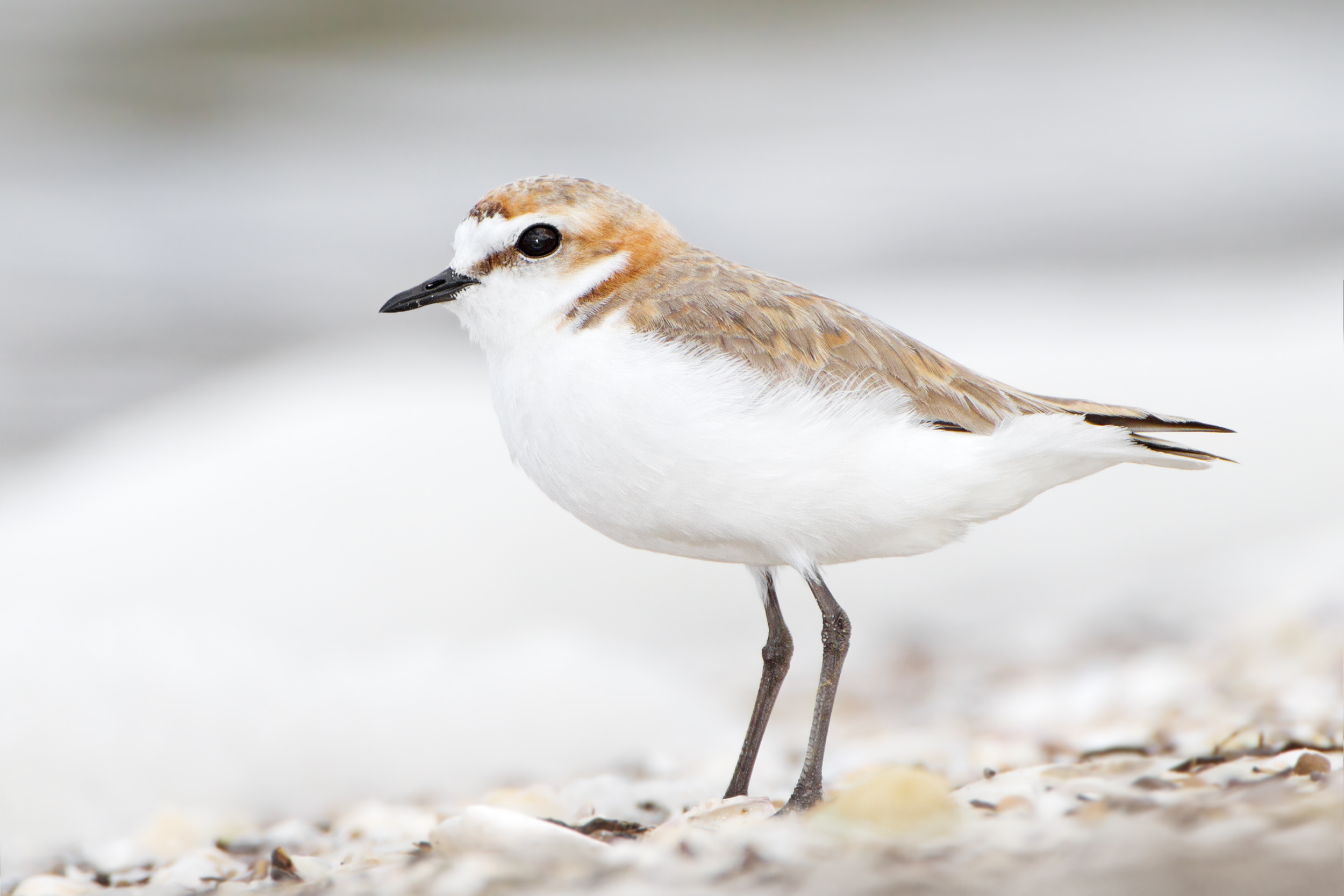